# MetaGer
MetaGerは、プライバシーを保護するメタ検索エンジンの一つである。ドイツが拠点であり、ドイツのNGO「SUMA-EV - Association for Free Access to Knowledge」やハノーバー大学の協力によってホスティングされ、システムは独自の24の小規模なwebクローラの上に構築されている。2013年9月には、英語版の検索エンジンとしてMetaGer.netが開設された。

## 特徴
検索クエリは50の多くの検索エンジンに中継される。検索結果はユーザーに提示される前に、フィルター処理、コンパイル、ソートされる。
ユーザーは検索エンジンを選択し、その他のオプション(「有効性を確認して日付順に並べ替える」など)を自分の意思でクエリとして実行できる。プライバシー保護関連の特徴として、MetaGerに暗号化接続サービスを通じてアクセスすることができることが挙げられる。 2013年12月時点では、Torの秘匿サービス (metagerv65pwclop2rsfzg4jwowpavpwd6grhhlvdgsswvo6ii4akgyd.onion)によってTorネットワークからMetaGer検索機能を利用できるようになっている。2014年からは、結果ウェブページを匿名で開くことができるオプション「open anonymously」も提供されている。
2013年8月29日以降、英語版のMetaGerが利用可能となっている。MetaGerのソースコードは、2016年8月16日にGitLab上にて公開された。